# Plaza de la Unidad y la Esperanza
La Plaza de la Unidad y la Esperanza es un espacio público dedicado a la vida de Luis Donaldo Colosio, quien fuera candidato presidencial para las elecciones federales de 1994. Se ubica en la colonia Lomas Taurinas, en la delegación Otay Centenario, en Tijuana, Baja California, al norte de México. 

## Historia
Luis Donaldo Colosio Murrieta llegó el 23 de marzo de ese mismo año, alrededor de las 16:05, tiempo del Pacífico, al Aeropuerto Abelardo L. Rodríguez de la ciudad de Tijuana, Baja California. .
El primer lugar a visitar sería la colonia popular Lomas Taurinas, uno de los muchos asentamientos irregulares en la ciudad de Tijuana. En una explanada en pendiente, sobre la calle La Punta, se colocó un templete improvisado, montado sobre una camioneta.
Alrededor de 4 mil personas se reunieron para ver al candidato en el denominado «Acto de Unidad»; participaron cuatro oradores locales antes de que Luis Donaldo Colosio cerrara el evento con su discurso.
A las 17:08 (UTC -8), Colosio bajó del templete y se dirigió a pie a su camioneta rodeado por una reducida escolta personal.
A las 17:12 de la tarde, cuando Colosio había caminado unos trece metros y medio en la explanada, uno de los asistentes al mitin penetró el cerco de seguridad, puso un revólver Taurus calibre .38 cerca del oído derecho del candidato y disparó. Un segundo disparo alcanzó a Colosio en el abdomen, quien cayó al suelo inconsciente, sangrando de la cabeza. En medio de la confusión, el grupo de seguridad capturó a un hombre de unos 25 años, de complexión delgada, tez morena y pelo rizado, vestido con pantalón de mezclilla y una chamarra negra.
Elementos de seguridad levantaron a Colosio y lo llevaron hacia su camioneta. A las 17:20 el candidato ingresó inconsciente al área de Urgencias del Hospital General de Tijuana. Se «realizaron diversas maniobras encaminadas a tratar de salvar la vida del paciente, pero médica y clínicamente era imposible por la gravedad de la lesión en la cabeza. No obstante todos los esfuerzos humanos y médicos que se realizaron, falleció Luis Donaldo Colosio», a las 18:55 horas, del 23 de marzo de 1994.
Meses después del magnicidio, autoridades comenzaron en la construcción de una plaza cívica, en donde antes era la cancha de tierra que sirviera de explanada para el último discurso de Colosio. Para su construcción tuvo que encausarse el canal de aguas negras que pasa por el fondo de la barranca.

## La plaza

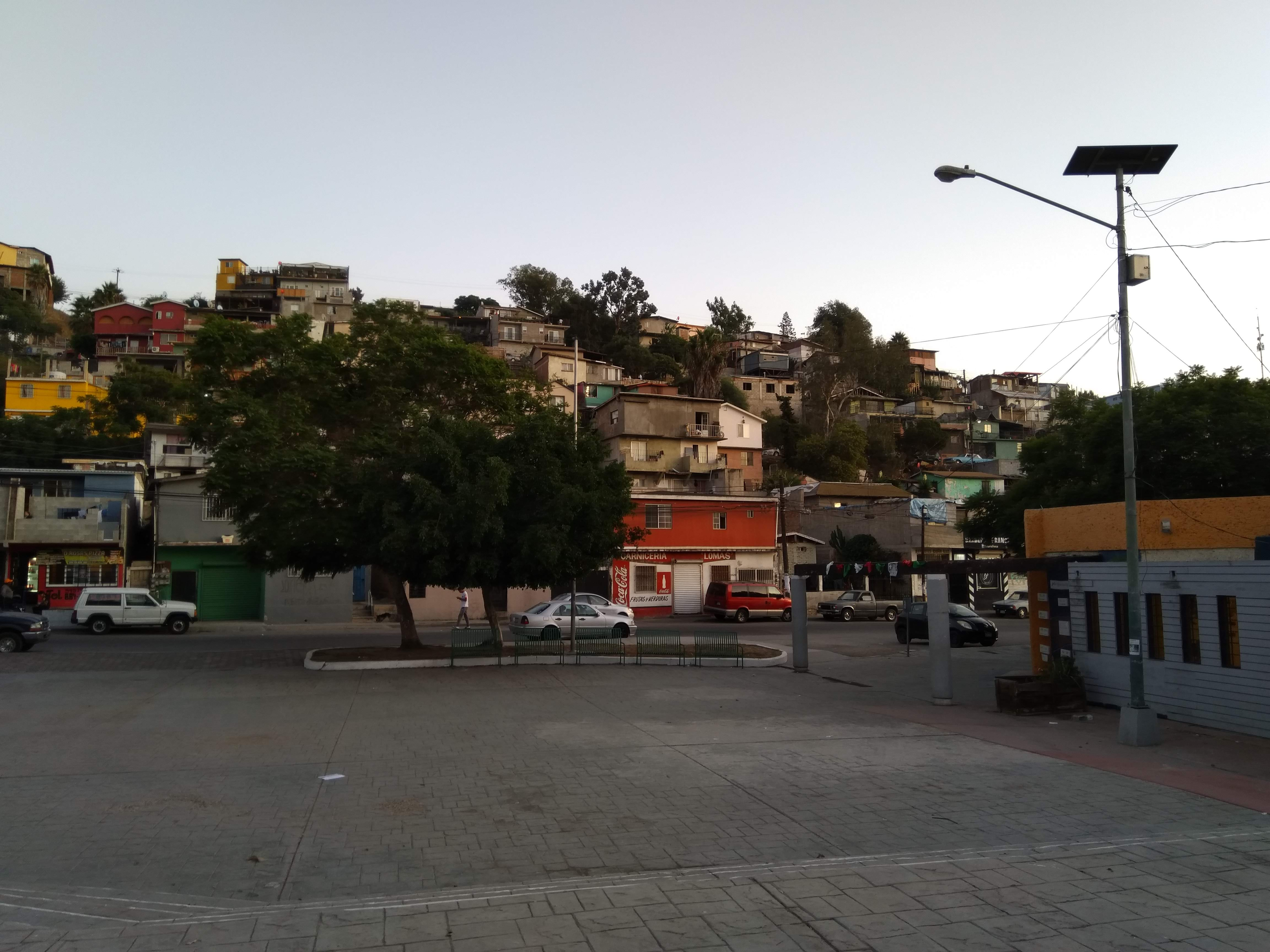
Lomas Taurinas, vista desde la plaza

La plaza es una plancha de concreto con escalinatas que llevan al monumento de Luis Donaldo Colosio, erigido en una de sus esquinas, con una pared  que tiene el nombre Plaza de la Unidad y la Esperanza, y una placa metálica con forma de la República Mexicana. Cuenta con áreas verdes en su costado y jacarandas al frente de la misma. Además, en ella se encuentra la Biblioteca Luis Donaldo Colosio, un centro de desarrollo, del mismo nombre; y el Centro Comunitario Diana Laura Riojas.  
Esta plaza es el centro urbano de la colonia Lomas Taurinas y ha sido punto de interés turístico para quienes buscan conocer el lugar donde el candidato presidencial más popular de la historia de México, diera su último discurso.  

## Conmemoraciones
Cada año, autoridades locales, especialmente afines al excandidato, así como militantes del Partido Revolucionario Institucional, hacen una ceremonia de honor a la memoria de Luis Donaldo Colosio. Para muchos colonos incluso, es la única vez que las autoridades visitan y dan mantenimiento a la colonia y a la plaza.

## Cultura popular
- En 2019, Netflix lanzó la cobertura de los eventos previos y posteriores al asesinato de Colosio del drama criminal Historia de un Crimen: Colosio. Aunque no aparece la plaza construida, si es bastante referenciada Lomas Taurinas..